# Erika Lechner

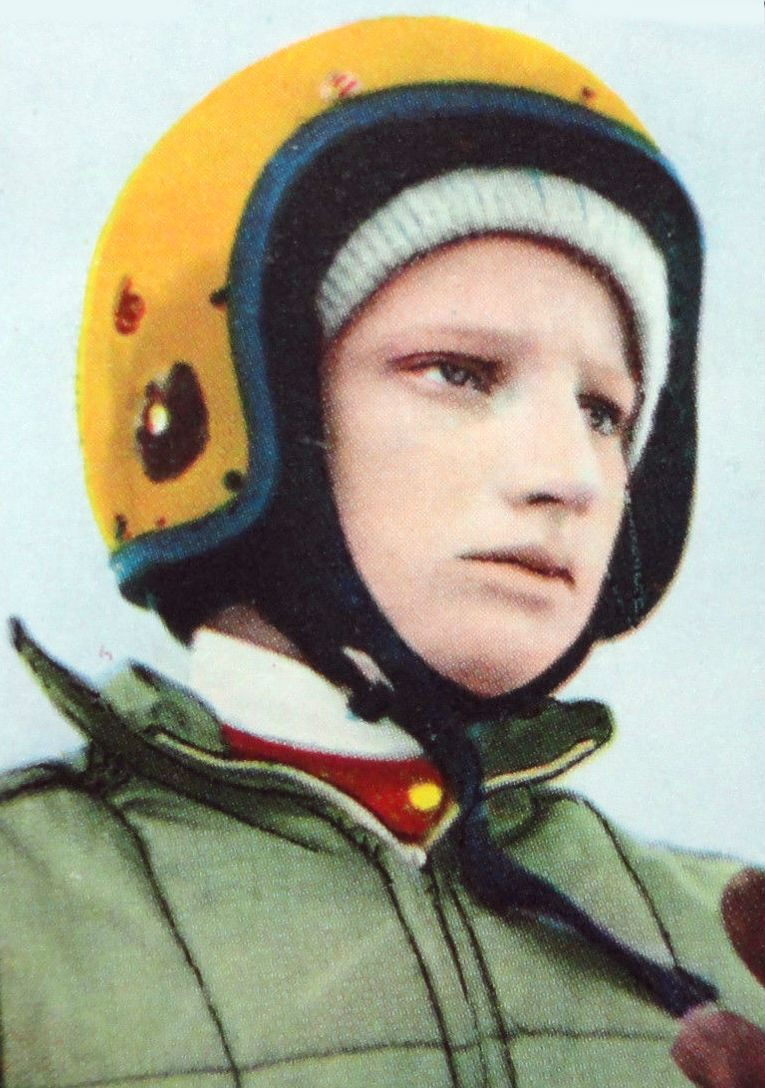
Erika Lechner am 1. Januar 1969

Erica Lechner  (* 28. Mai 1947 in Meransen, Südtirol) ist eine ehemalige italienische Rennrodlerin.
Die Südtirolerin gewann bei den Olympischen Spielen 1968 in Grenoble die Goldmedaille im Rodeln. Sie profitierte von der Disqualifikation der Rodlerinnen Anna-Maria Müller und Ortrun Enderlein, die beide vor ihr gelegen hatten. Den DDR-Rodlerinnen wurde vorgeworfen, ihre Kufen vor dem Start erhitzt zu haben, was nicht den Regeln entsprach.
1971 in Imst gewann sie zudem die Europameisterschaft und wurde bei den Weltmeisterschaften in Olang Zweite. Nach ihrer Sportlerkarriere wurde sie Hotelierin und hat bis vor einigen Jahren das Hotel Erika in Meransen betrieben.